# Tiếng Si La
Tiếng Si La (còn được gọi là tiếng Sida) là một ngôn ngữ thuộc nhóm ngôn ngữ Lô Lô được sử dụng bởi 2.000 người ở Lào và Việt Nam (Bradley 1997). Người nói tiếng Si La được công nhận chính thức tại Việt Nam, gọi là người Si La.

## Phân bố
Theo Edmondson (2002), dân số Si La khoảng 700 người ở Việt Nam và sống ở 3 ngôi làng sau đây.
- Seo Hay, xã Cần Hồ, tỉnh Lai Châu, Việt Nam
- Xì Theo Chai, xã Cần Hồ, tỉnh Lai Châu, Việt Nam
- Nòi Sín, xã Mường Nhé, tỉnh Điện Biên, Việt Nam

Theo một già làng Si La, bảy gia đình người Si La đã di cư từ Mường U và Mường Lá của tỉnh Phongsaly, Lào từ 175 năm trước. Ban đầu, họ đến một địa điểm tên là Mường Tùng, và di chuyển nhiều lần trước khi đến địa điểm hiện tại của họ.
Ở Lào, tiếng Si La được nói ở:
- Làng Naahok, huyện Nyot U, tỉnh Phongsaly
- Ban Ban Sida, Muang Namtha, tỉnh Luông Namtha (tên tự gọi: vɛ˧ɲɯ˧)
- Làng Chaohoi, huyện Nyot U; làng Phongsai, huyện Bun Neua (tên tự gọi: go˥ɯ˥ a˩ma˩) (Kingsada 1999)[4]
- Làng Longthang, huyện Nyot U; làng Sida, huyện Luông Namtha, tỉnh Luông Namtha (tên tự gọi: si˧la˧) (Shintani 2001)[5]
- Làng Namsing, huyện Nyot U (tên tự gọi: ko˥ɯ˨˩) (Kato 2008)[6]